# Герб Фаетано
Герб міста Фаетано (італ. Stemma di Faetano) — герб Фаетано, одного з 9 міст-комун Сан-Марино. Герб відомий з 1894 року, у тому варіанті поле гербу було золотим. Сучасна ж версія прийнята 28 березня 1997 року. Герб символізує назву міста, що походить від італійської назви бука (fagus).                                      

## Опис
Як і решта гербів міст Сан-Марино, герб Фаетано являє собою  французький щит зі співвідношенням 8:9. На гербі зображене дерево (бук) із золотим стовбуром і коренями.